# 梅里贝勒
梅里贝勒（法語：Méribel，法語發音：[meʁibɛl]）是位於法國阿爾卑斯山塔朗泰斯山谷的滑雪度假村，在瓦努瓦斯國家公園之內，亦是三山谷的一部分。梅里贝勒是1992年冬季奧林匹克運動會的舉辦場地之一，曾協辦冰球和女子高山滑雪賽事。

## 外部連結
- Vanoise National Park
- Panoramic virtual tour at top of Mont Vallon gondola （页面存档备份，存于） at 360 Travel Guide
- Meribel Piste Map （页面存档备份，存于）
- （页面存档备份，存于）